# Gladstone (Illinois)
Gladstone és una població dels Estats Units a l'estat d'Illinois. Segons el cens del 2000 tenia 284 habitants.

## Demografia
Segons el cens del 2000, Gladstone tenia 284 habitants, 139 habitatges, i 82 famílies. La densitat de població era de 281,2 habitants/km².
Dels 139 habitatges en un 25,2% hi vivien nens de menys de 18 anys, en un 46% hi vivien parelles casades, en un 10,1% dones solteres, i en un 40,3% no eren unitats familiars. En el 36,7% dels habitatges hi vivien persones soles el 19,4% de les quals corresponia a persones de 65 anys o més que vivien soles. El nombre mitjà de persones vivint en cada habitatge era de 2,04 i el nombre mitjà de persones que vivien en cada família era de 2,64.
Per edats la població es repartia de la següent manera: un 20,8% tenia menys de 18 anys, un 5,6% entre 18 i 24, un 27,8% entre 25 i 44, un 27,5% de 45 a 60 i un 18,3% 65 anys o més.
L'edat mediana era de 42 anys. Per cada 100 dones de 18 o més anys hi havia 94 homes.
La renda mediana per habitatge era de 30.694 $ i la renda mediana per família de 41.429 $. Els homes tenien una renda mediana de 32.083 $ mentre que les dones 20.972 $. La renda per capita de la població era de 16.245 $. Aproximadament l'11,5% de les famílies i el 10,5% de la població estaven per davall del llindar de pobresa.

## Poblacions més properes
El següent diagrama mostra les poblacions més properes.